# Анатолія (еялет)

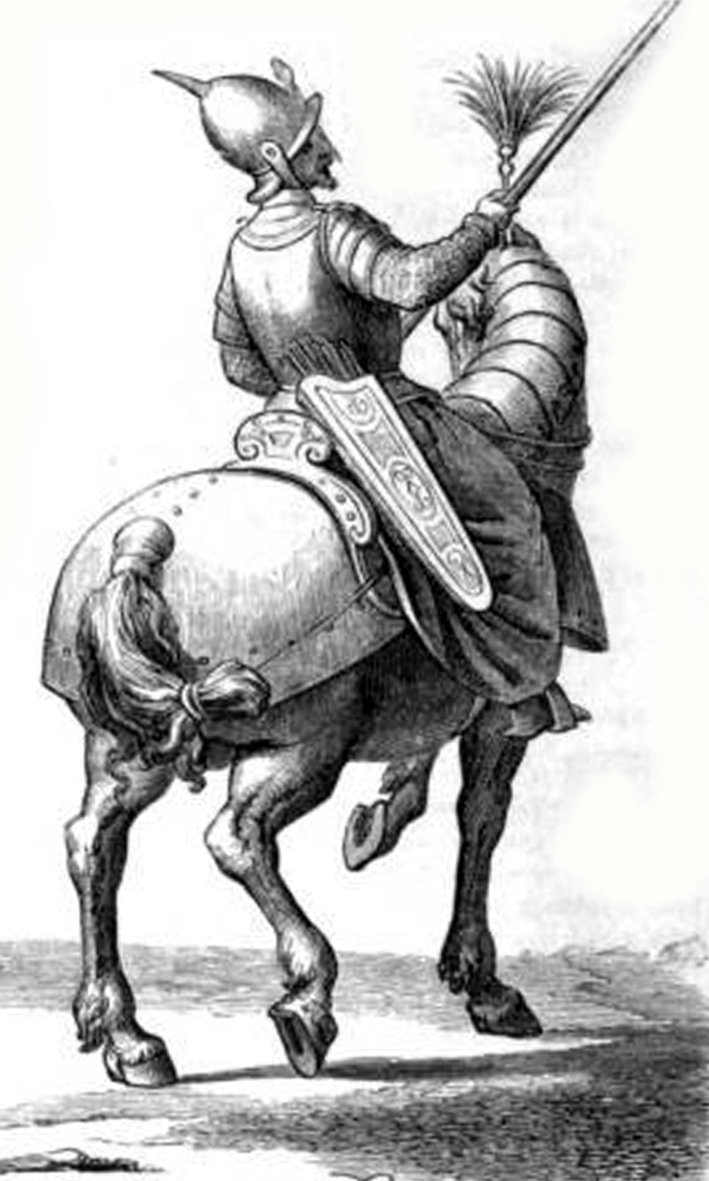
Анатолійський бейлербей. Гравюра Ч. Вечелліо

39°25′00″ пн. ш. 29°59′00″ сх. д. / 39.416666666667° пн. ш. 29.983333333333° сх. д.
Анатолія (тур. Anadolu Eyaleti) — одна з двох, разом із Румелією, найважливіших еялетів в ранні роки Османської імперії. Контролювалася безпосередньо султаном зі Стамбула. Займав територію західної Анатолії, його столицею було місто Кютах'я. Ця провінція була «серцем» імперії. На початку свого правління Баязід I Блискавичний (1389–1402) зробив її звичайною провінцією.